# Leucorrhinia albifrons
Leucorrhinia albifrons é uma espécie de libelinha da família Libellulidae.
Pode ser encontrada nos seguintes países: Alemanha, Áustria, Bielorrússia, Cazaquistão, Dinamarca, Eslováquia, Estónia, Finlândia, França, Letónia, Lituânia, Noruega, Países Baixos, Polónia, República Checa, Rússia, Suécia, Suíça e Ucrânia.
Os seus habitats naturais são: áreas húmidas dominadas por vegetação arbustiva, pântanos, lagos de água doce intermitentes e marismas de água doce.
Está ameaçada por perda de habitat.